# Muriabang
Muriabang is een bestuurslaag in het regentschap Alor van de provincie Oost-Nusa Tenggara, Indonesië. Muriabang telt 1025 inwoners (volkstelling 2010).